# Giardino Gonin Giordani
Il giardino Gonin Giordani è un parco della città di Milano. Prende il nome da due vie che lo fiancheggiano, ed è un parco di tipologia abbastanza diversa dal consueto, per la sua pianta lunga e stretta, ed essendo stato progettato e costruito con particolare riguardo alle esigenze "sportive" dei suoi frequentatori. Sorge su un'area dismessa da attività industriali (Ponteggi Dalmine e SCAC) nella parte sudoccidentale di Milano.

## Storia
Come nel caso dell'Iveco, ex OM, si agì in base a un programma di ristrutturazione urbanistica (PRU) e il comune acquisì, per uso pubblico, un'area di superficie pari alla metà della metratura interessata. Si tratta di una striscia di terreno che inizia a nord in via privata Bisceglie, all'altezza di via Anna Kuliscioff, e arriva in prossimità della stazione di San Cristoforo, vicino al Naviglio Grande, dopo avere incrociato le vie Lorenteggio e Pietro Giordani, che oggi sottopassa. È larga tra i cinquanta e cento metri e termina con un'appendice più larga verso est.

## Alberi e attrezzature
Per la sua conformazione topografica, il parco si configura come un lungo boulevard verde che fiancheggia le costruzioni di edilizia residenziale, convenzionata e sovvenzionata con alberatura contenuta e vialetti che si snodano tra macchie di arbusti. Tra le specie, ricordiamo il carpino bianco, la farnia, il frassino maggiore, il leccio, l'orniello, il pioppo cipressino e, ancora, il nocciolo turco, il nocciolo e l'alloro.
Le attrezzature sportive sono divise con due campi da calcetto nel settore nord, due da pallavolo/basket nella parte intermedia e un anello asfaltato rosso che funge, di volta in volta, da pista di pattinaggio, di atletica o da velodromo nello slargo meridionale; alla stessa estremità c'è un'area attrezzata per i giochi; due invece, minuscoli, gli spazi recintati per i cani. Jogging lungo tutti i vialetti e una pista ciclabile accompagna, dal lato strada, il parco da nord a sud.

## Bibliografia

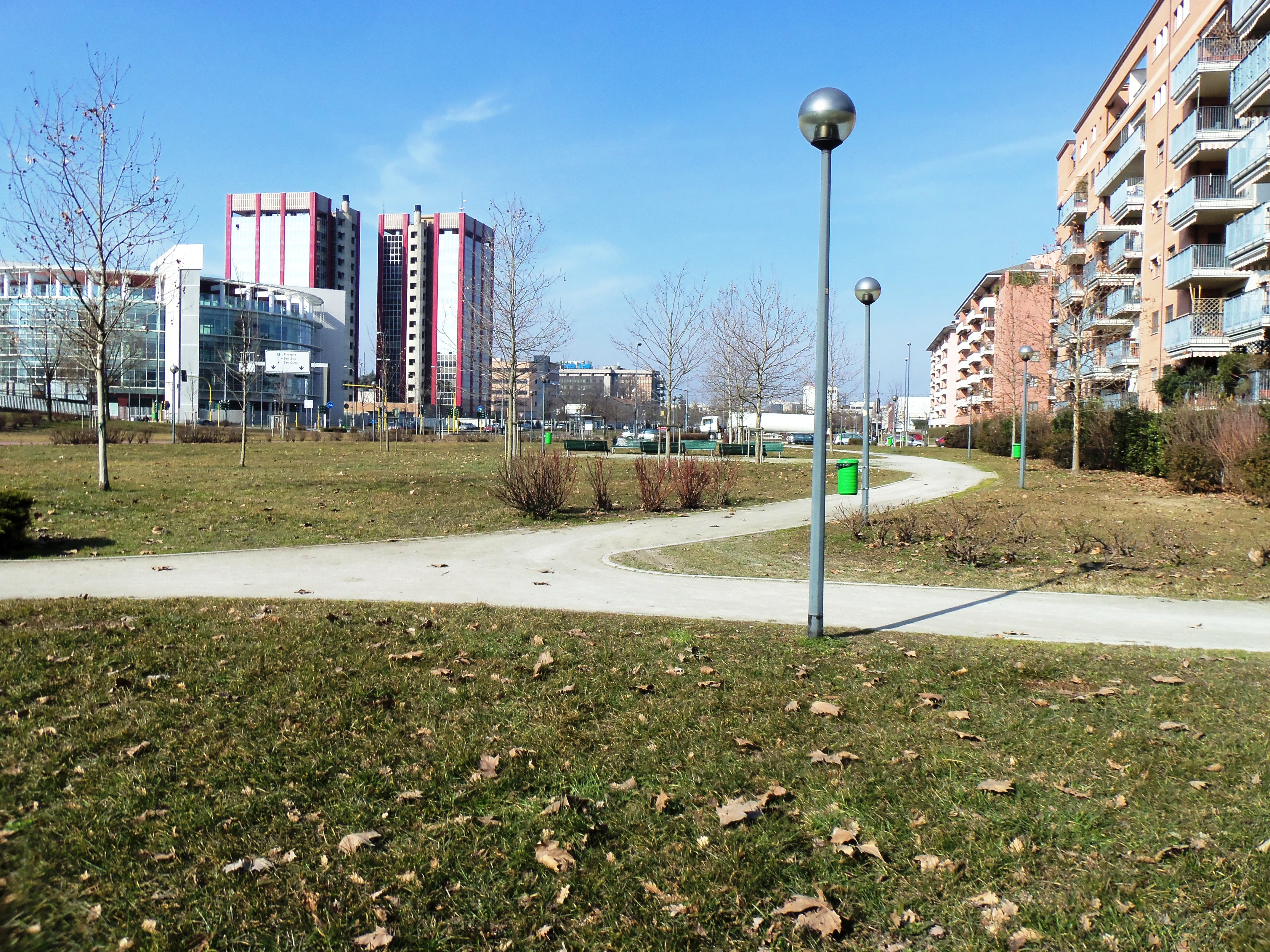
Il parco sul lato ovest